# Aleksander Goldstand

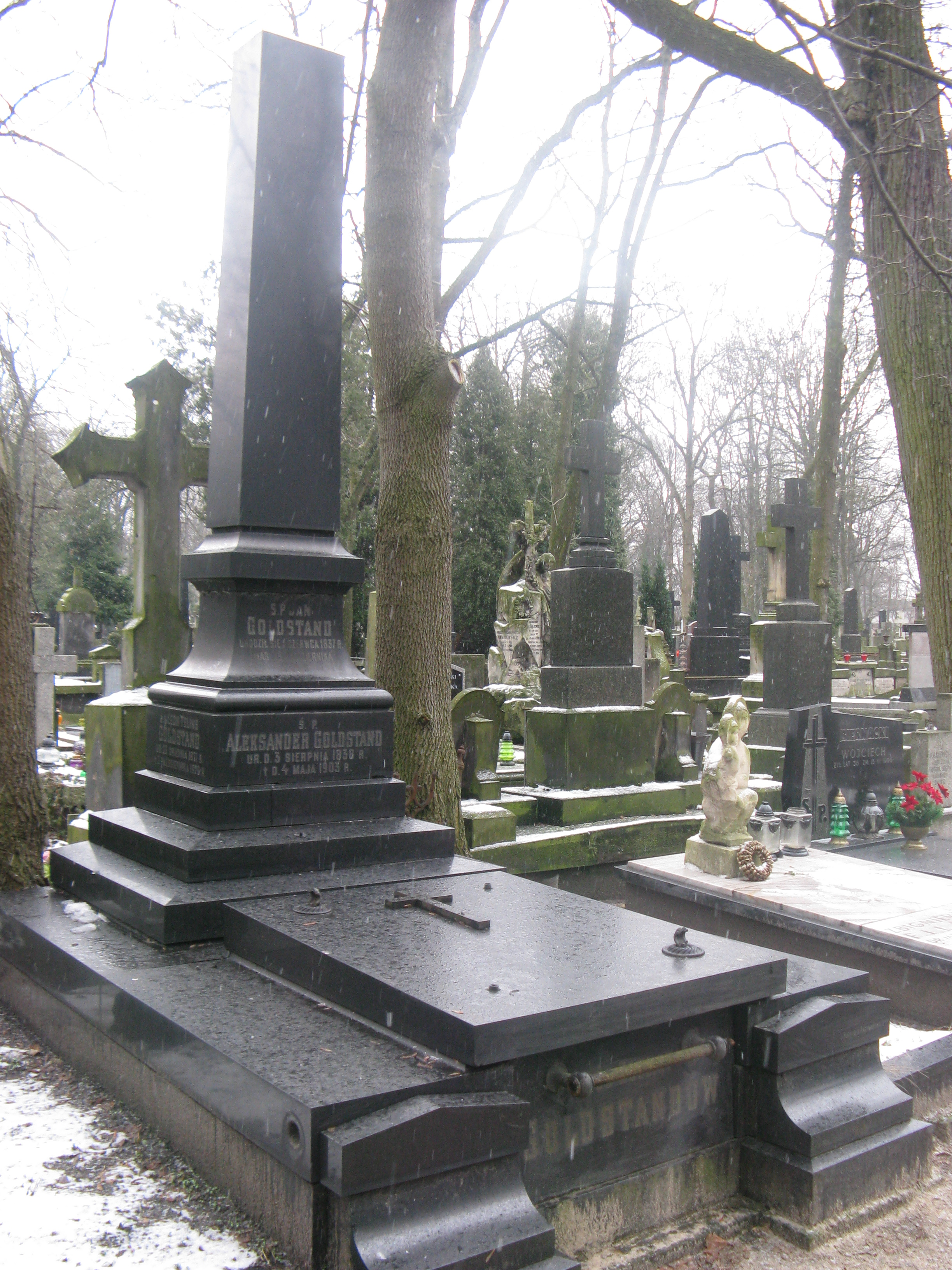
Grób Aleksandra Goldstanda na cmentarzu Powązkowskim

Aleksander Goldstand (ur. 3 sierpnia 1838 w Warszawie, zm. 4 maja 1903 tamże) – polski bankier żydowskiego pochodzenia.
Urodził się jako syn bankiera Leona i Felicji z domu Salinger (1801–1869). Z zawodu był bankierem. Ponadto sprawował funkcje wiceprezesa rady Banku Dyskontowego w Warszawie, sędziego Trybunału Handlowego, w 1881 radcy handlowego Banku Polskiego a także w latach 1876–1903 członka Komitetu Giełdowego. Był obywatelem miasta Warszawy.
Był żonaty z Marią Guttman (1840–1928), z którą miał cztery córki: Józefę (ur. 1863, żonę Wiktora Kronenberga), Izabelę Ludwikę (1866–1922, żonę Adama hr. Brezy), Leonię oraz Janinę Melanię Gabrielę (1870–1873). 
Jego bratankiem był Leon Feliks Goldstand, dyplomata, bankier, ziemianin, polityk, działacz społeczny i charytatywny.
Został pochowany na cmentarzu Powązkowskim w Warszawie (kwatera 44-4-21).